# 議事所
議事所（ぎじしょ）は、明治時代初期に設置された日本の立法府である。

## 概要
王政復古による新政府樹立に伴い設置。近代日本で最初の立法機関である。
議定・参与からなる上ノ議事所と、朝廷の臣下である徴士と各藩から選出される貢士からなる下ノ議事所で構成される二院制と考えられるが、上ノ議事所についてはとくに規定されていなかった。

## 沿革
慶応3年（1867年）6月、坂本龍馬が公議政体論を基にした船中八策を起草し、土佐藩の後藤象二郎に伝える。「上下議政局」の設置による議会政治を提唱した。同月22日、薩摩藩と公議政体論による議会政治の導入と、それに伴う大政奉還を進める内容の薩土盟約を締結する。
10月3日、後藤が藩主山内容堂を通じ、将軍徳川慶喜に「大政奉還建白書」を提出。公卿による上院、陪臣庶民による下院という二院制に基づく議会政治を求める。同月14日、慶喜は大政奉還。
12月9日、王政復古を宣言し、幕府の廃止と三職（総裁・議定・参与）を設置する。
翌慶応4年（明治元年）1月15日（1868年）、後藤象二郎、福岡孝弟が新政府に建白を行い、公卿出身の参与を「上ノ参与」として総裁・議定と「上ノ議事所（上院）」を、藩士出身の参与を「下ノ参与」として「下ノ議事所（下院）」設置を求める。
2月10日、太政官布告で各藩から派遣される貢士を規定。公議機関である「議事所」が事実上設置される。
閏4月21日（6月11日）、政体書の布告により議事機関として議政官を設置したことで廃止。

## 参考資料
- 藤井新一「明治初年に於ける議会政治」『法学論集』第1巻、駒澤大学法学会、1964年11月、5頁、CRID 1050001338234690816、NAID 120006614293。
- 田中嘉彦「帝国議会の貴族院:大日本帝国憲法下の二院制の構造と機能」『レファレンス』第60巻第11号、国立国会図書館、2010年11月、47-73頁、doi:10.11501/3050305、ISSN 00342912。
- 衆議院憲法調査会事務局「明治憲法と日本国憲法に関する基礎的資料(明治憲法の制定過程について) : 最高法規としての憲法のあり方に関する調査小委員会(平成15年5月8日の参考資料)」、衆議院、2003年5月、NDLJP:11343084。